# Bitterblue
A Bitterblue Bonnie Tyler 1991-es albuma, amely Norvégiában négyszeres platinalemez minősítést ért el.  Az album producerei többek között Dieter Bohlen és Giorgio Moroder, ez utóbbival duettet is énekelt a lemezen. A neves Albert Hammond és Diane Warren páros is együtt dolgozott Bonnieval egy Los Angeles-i stúdióban. A lemezről több dal is megjelent kislemez formában, közülük az Against the Wind a "Tetthely" című német krimisorozat egyik főcímdala lett és a finn toplista első helyére került.

## Az albumról
1990-ben, miután Bonnie Tyler szerződése megszűnt a Columbia kiadóval, a németországi központú BMG Hansa kiadóhoz szerződött le 3 nagylemez és egy válogatásalbum erejéig. Az első bemutatkozó kislemeze az új kiadónál Breakout címmel jelent meg. A dalt Harold Faltermeyer írta és a Fire, Ice & Dynamite című akció-vígjáték egyik betétdala lett.
1991-ben kezdődtek el az új album munkálatai. A zeneszerzők és producerek között Dieter Bohlen az egyik legkiemelkedőbb. Bohlen öt dalt írt az új albumra, köztük az Against the Wind a Tetthely (Schimanski - Tatort) című német krimisorozat főcímdala lett, valamint a Finn a toplista első helyére került. Az olasz származású Giorgio Moroder négy dal erejéig dolgozott együtt Bonnie Tylerrel, köztük a Heaven is Here című duettben, melyben ketten énekelnek. Albert Hammond és Diane Warren három dalban dolgozott együtt Bonnieval. Két Roy Orbison feldolgozás, a Careless Heart és a Save Me című dalokat hangszerelték át az új albumra. Nik Kershaw a He"s Got a Hold on Me című dalt írta Bonnienak. Maga Bonnie Tyler is írt egy dalt, amely szintén felkerült az 1991 november 11-én megjelent Bitterblue című nagylemezére.
Az első kislemez, (Bitterblue) melyet Dieter Bohlen komponált, Ausztriában az 5., Norvégiában pedig a toplista második helyén nyitott. A nagylemez Norvégiában az eladási lista első helyén szerepelt és négyszeres platina minősítést ért el, Ausztriában is első volt az eladási listán és platinalemez minősítést ért el. Európa összesített eladási listáján pedig multiplatina minősítést ért el, Svájcban, Németországban és Svédországban is többszörös aranylemez lett. A következő kislemez, az Against the Wind Finnországban az első, Ausztriában a 13., Németországban a 17. míg az Euro Singles Chart listán a 34. helyet szerezte meg. A harmadik kislemez az Albert Hammond által írt Where Were You című dalból készült, amely mérsékeltebb sikert aratott, németországi játszási listán csak a 34. helyet tudta megszerezni. Az album meghozta a várt sikert és egy németországi turnét követően 1992-ben Bonnie átvehette az RSH Gold díjat
Az énekesnő a német televízióknál is bemutatta új albumát. 1991. november 16-án az ARD csatorna Disney Club című műsorában. November 27-én a Thomas Gottschalk Show vendége volt az RTL televízióban. December 7-én a Peter's Pop Show című műsorban vendégszerepelt a ZDF televízióban majd december 29-én a Tetthely című sorozat azon epizódját vetítette az ARD, amelynek főcímdalát Bonnie Tyler énekli.

## Dalok
| #  | Dalcím                                  | Zeneszerző             | Producer        | Hossz |
| -- | --------------------------------------- | ---------------------- | --------------- | ----- |
| 1  | Bitterblue                              | Dieter Bohlen          | Dieter Bohlen   | 3:48  |
| 2  | Against the Wind                        | Dieter Bohlen          | Dieter Bohlen   | 3:35  |
| 3  | Careless Heart                          | Roy Orbison            | Dieter Bohlen   | 4:35  |
| 4  | Whenever You Need Me                    | Bonnie Tyler           | Dieter Bohlen   | 4:09  |
| 5  | Where Were You                          | A. Hammond / D. Warren | Roy Bittan      | 5:11  |
| 6  | Save Me                                 | A. Hammond / D. Warren | Dieter Bohlen   | 4:08  |
| 7  | He’s Got A Hold On Me                   | Nik Kersaw             | Nik Kersaw      | 4:16  |
| 8  | Keep Your Love Alive                    | Giorgio Moroder        | Giorgio Moroder | 4:25  |
| 9  | Tell Me The Truth                       | Dieter Bohlen          | Dieter Bohlen   | 3:48  |
| 10 | Heaven Is Here (with Giorgio Moroder)   | Giorgio Moroder        | Giorgio Moroder | 4:40  |
| 11 | Love Is In Love Again                   | Giorgio Moroder        | Giorgio Moroder | 4:40  |
| 12 | Till The End Of Time (with Dan Hartman) | Giorgio Moroder        | Giorgio Moroder | 4:04  |
| 13 | Too Hot                                 | Dieter Bohlen          | Dieter Bohlen   | 3:27  |
| 14 | Why                                     | Dieter Bohlen          | Dieter Bohlen   | 4:00  |

## A produkció

### Zenészek
- gitár: Waddy Wachtel; John Pierce; Nik Kershaw; Teddy Castellucci
- akusztikus gitár: Tim Pierce
- billentyűk: Roy Bittan; Richard Cottle
- dobok: Kenny Aronoff; Randy Jacskon;
- szaxofon: Gary hergrib
- mix: Brian Reeves; David Yorath, Dieter Bohlen; Luis Rodriguez
- vokál: Joe Pisullo; Marietta Eaters; Debbie McGlendon; Dan Hartman

### Producerek és közreműködők
- vezető producer: Dieter Bohlen
- producerek: Giorgio Moroder; Roy Bittan; Nik Kersaw; Albert Hammond; Diane Warren; David Yorath
- co-producer: Luis Rodriguez
- hangmérnök: Brian Reeves
- rendező: Roy Bittan; Dieter Bohlen
- management: David Aspden
- dizájn: Ariola / Aaron's Outfit
- fotók: Markus Amon / Jeffrey Weiss

### Stúdiók
- Conway and A & M Studio Los Angeles
- Whitehous & Nomis Studio London
- Studio 33 Berlin
- Surrey Sound Studio London

## Kislemezek

### Against The Wind – Schimanski; Das Tatort OST
| # | Dalcím                           | Zeneszerző    | Producer      | Hossz |
| - | -------------------------------- | ------------- | ------------- | ----- |
| 1 | Against the Wind (Radio Version) | Dieter Bohlen | Dieter Bohlen | 3:35  |
| 2 | Against The Wind (Long Version)  | Dieter Bohlen | Dieter Bohlen | 5:05  |
| 3 | Against The Wind (Instrumental)  | Dieter Bohlen | Dieter Bohlen | 3:35  |

### Bitterblue
| # | Dalcím                             | Zeneszerző    | Producer      | Hossz |
| - | ---------------------------------- | ------------- | ------------- | ----- |
| 1 | Bitterblue (Radio Mix)             | Dieter Bohlen | Dieter Bohlen | 3:48  |
| 2 | Bitterblue (Tru Blue Mix)          | Dieter Bohlen | Dieter Bohlen | 5:40  |
| 3 | Too Hot                            | Dieter Bohlen | Dieter Bohlen | 3:25  |
| 4 | Whenewer You Need Me (Bonus Track) | Dieter Bohlen | Dieter Bohlen | 4:10  |

### Where Were You
| # | Dalcím                                                | Zeneszerző                    | Producer      | Hossz |
| - | ----------------------------------------------------- | ----------------------------- | ------------- | ----- |
| 1 | Where Were You (Radio Mix)                            | Albert Hammond / Holly Knight | Roy Bittan    | 3:30  |
| 2 | Where Were You (Long Version)                         | Albert Hammond / Holly Knight | Roy Bittan    | 5:11  |
| 3 | I Can't Leave Your Love Alone (Previously Unreleased) | Alan Darby                    | Dieter Bohlen | 4:00  |

### Breakout – Fire, Ice & Dynamite OST
| # | Dalcím                  | Zeneszerző         | Producer           | Hossz |
| - | ----------------------- | ------------------ | ------------------ | ----- |
| 1 | Breakout (Radio Mix)    | Harold Faltermeyer | Harold Faltermeyer | 3:59  |
| 2 | Breakout (Long Version) | Dieter Bohlen      | Dieter Bohlen      | 5:40  |
| 3 | Breakout (Instrumental) | Harold Faltermeyer | Harold Faltermeyer | 3:59  |

## Videóklipek
- Bitterblue
- Against the Wind
- Where Were You

## Díj
- 1992 RSH Gold Award

## Toplistás helyezések
Album
| Pozíció | Lista       | Minősítés       |
| ------- | ----------- | --------------- |
| 1       | Norvégia    | 4× platinalemez |
| 1       | Ausztria    | Platina         |
| 21      | Svájc       | Arany           |
| 22      | Németország | Arany           |
| 22      | Svédország  | Arany           |

Bitterblue kislemez
| Év   | Lista                   | Pozíció |
| ---- | ----------------------- | ------- |
| 1991 | Norvégia                | 2       |
| 1991 | Ausztria                | 5       |
| 1991 | Németország             | 17      |
| 1991 | Német Airplay           | 20      |
| 1991 | European Singles Charts | 34      |

Against the Wind kislemez
| Év   | Lista         | Pozíció |
| ---- | ------------- | ------- |
| 1992 | Finn Airplay  | 1       |
| 1992 | Ausztria      | 13      |
| 1991 | Németország   | 36      |
| 1991 | Német Airplay | 48      |

Where Were You kislemez
| Év   | Chart         | Pozíció |
| ---- | ------------- | ------- |
| 1992 | Német Airplay | 43      |